# Arctia fereunicolor
Arctia fereunicolor är en fjärilsart som beskrevs av Charles Oberthür 1911. Arctia fereunicolor ingår i släktet Arctia och familjen björnspinnare. Inga underarter finns listade i Catalogue of Life.